# Konstantin Čcheidze
Konstantin Alexandrovič Čcheidze (gruzínsky კონსტანტინე ჩხეიძე, rusky Константин Александрович Чхеидзе; 19. září 1897, Mozdok – 28. července 1974, Praha) byl česko-gruzínsko-ruský spisovatel, filozof a bílý emigrant. Jeho paměti jsou cenným svědectvím o událostech z let 1917–1955 v Rusku a Sovětském svazu z první ruky.

## Život
Narodil se 19. září 1897 v kavkazském Mozdoku gruzínskému otci ze šlechtického rodu Čcheidzeů a ruské matce.

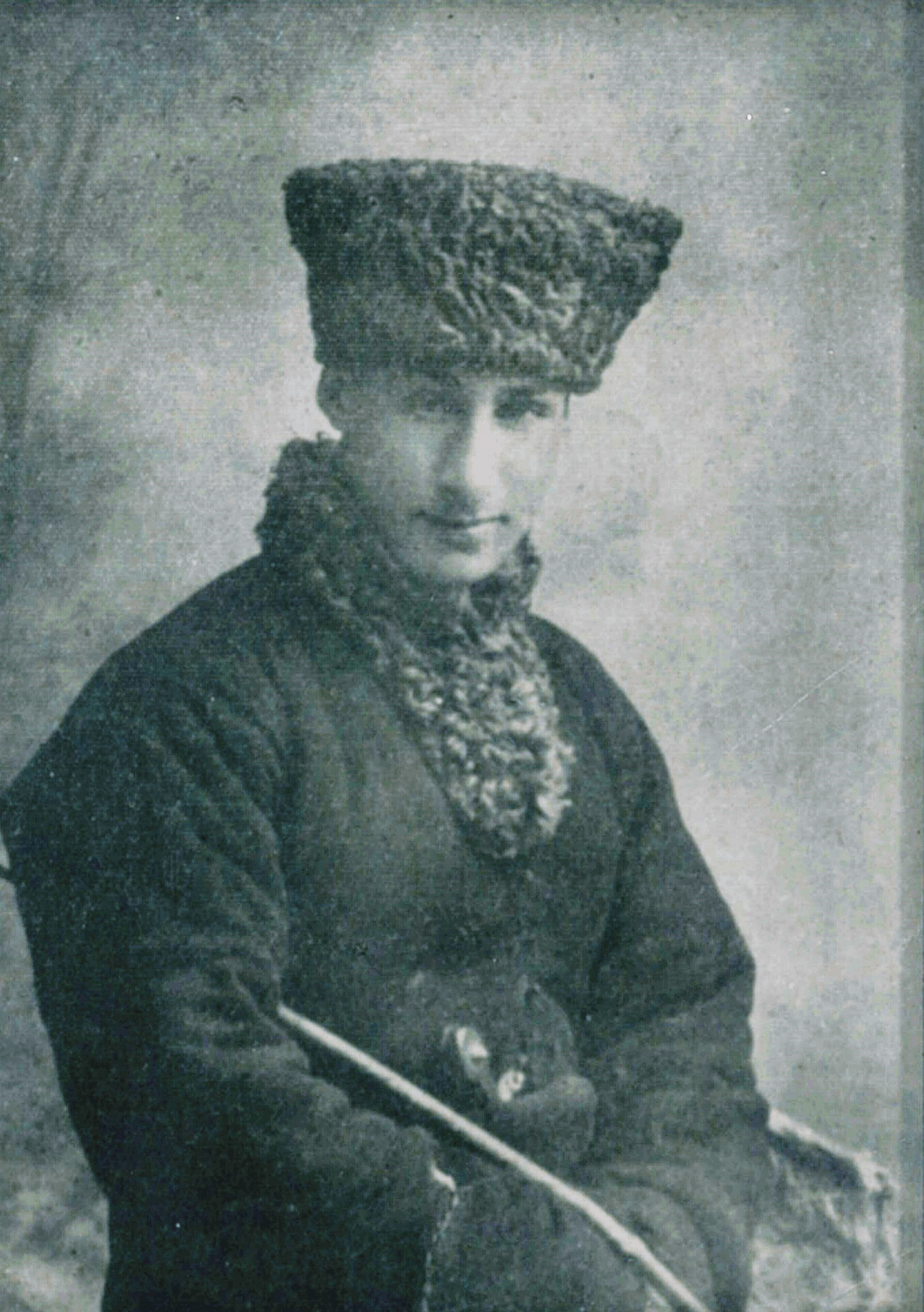
Mladý Konstantin Čcheidze během ruské občanské války

Po absolvování kadetské školy v Poltavě v roce 1916 a jezdecké školy v Tveru v srpnu 1917 vstoupil do ruské armády a zúčastnil se Kornilovova tažení na Petrohrad. V době ruské občanské války se účastnil bojů na severním Kavkaze na straně bílé armády jako pobočník velitelů jízdy. 
V roce 1920, jako součást poražených Wrangelových kozáků, byl evakuován z Krymu do Turecka a v roce 1921 na řecký ostrov Lémnos. Poté dva roky pobýval v Bulharsku, odkud v roce 1923 přešel ilegálně přes Maďarsko a Slovensko do Prahy.
V Praze Čcheidze vystudoval ruskou právnickou fakultu, kde poté přednášel. Ve 20. letech se připojil k eurasianistům a ve 30. letech se stal jedním z jejich vůdců.
Během druhé světové války byl Čcheidze aktivní v ruském protinacistickém odboji v Praze, ale na konci války v roce 1945 byl zatčen sovětskou kontrarozvědkou Smerš a odvlečen do pracovního tábora, odkud se vrátil až v roce 1955.
Byl stoupencem Fjodorovovy náboženské filozofie a psal o ruské společnosti a kultuře, stejně jako texty na motivy kavkazských legend a o sovětské národnostní politice.
Zemřel v roce 1974 v Praze a byl pochován v Roudnici nad Labem, kde měl spolu s rodinou v posledních dekádách svého života trvalé bydliště. 

## Literární dílo (přeložené do češtiny)
- Země Prometheova (1932, Kvasnička a Hampl, přel. Žofie Pohorecká)
- Zírající do slunce (1935, Jos. R. Vilímek, přel. Žofie Pohorecká)
- Bouři vstříc. Kavkazský román (1940, Jos. R. Vilímek, přel. Žofie Pohorecká)
- Orlí skála (1958, SNDK) – kavkazské, balkarské, ingušské, turkmenské a jiné pohádky